# Bogotà Challenger 1992
Il Bogotà Challenger 1992 è stato un torneo di tennis facente parte della categoria ATP Challenger Series nell'ambito dell'ATP Challenger Series 1992. Il torneo si è giocato a Bogotà in Colombia dal 21 al 27 settembre 1992 su campi in terra rossa.

## Vincitori

### Singolare
Daniel Marco ha battuto in finale  Andrew Sznajder con il punteggio di 7–6, 3–6, 6–4

### Doppio
Nicolás Pereira /  Mario Tabares hanno battuto in finale  William Kyriakos /  Fernando Meligeni con il punteggio di 7–6, 7–5